# Liste der Unteren Forstbehörden in NRW
Das Bundesland Nordrhein-Westfalen war bis 2007 in 35 Untere Forstbehörden unterteilt. Seit der Umstrukturierung des Landesbetriebs Wald- und Holz existieren nur noch 14 Regionalforstämter sowie als Sonderformen das Nationalparkforstamt Eifel und das Lehr- und Versuchsforstamt Arnsberger Wald in Arnsberg.

## Aktuelle Struktur
- Nationalparkforstamt Eifel
- Regionalforstamt Hocheifel-Zülpicher Börde
- Regionalforstamt Rureifel-Jülicher Börde
- Regionalforstamt Rhein-Sieg-Erft
- Regionalforstamt Bergisches Land
- Regionalforstamt Märkisches Sauerland
- Regionalforstamt Kurkölnisches Sauerland
- Regionalforstamt Siegen-Wittgenstein
- Lehr- und Versuchsforstamt Arnsberger Wald
- Regionalforstamt Oberes Sauerland
- Regionalforstamt Soest-Sauerland
- Regionalforstamt Hochstift
- Regionalforstamt Ruhrgebiet
- Regionalforstamt Niederrhein
- Regionalforstamt Münsterland
- Regionalforstamt Ostwestfalen-Lippe

## Struktur bis 2007
- Forstamt Arnsberg in Arnsberg (Westfalen)
- Forstamt Attendorn in Attendorn (Westfalen)
- Forstamt Bad Driburg in Bad Driburg (Westfalen)
- Forstamt Bergisch Gladbach in Bergisch Gladbach (Rheinland)
- Forstamt Bielefeld in Bielefeld (Westfalen)
- Forstamt Bonn in Bonn (Rheinland)
- Forstamt Borken in Borken (Westfalen)
- Forstamt Eifel in Schleiden (Rheinland)
- Forstamt Eitorf in Eitorf/Sieg (Rheinland)
- Forstamt Eschweiler in Eschweiler-Dürwiß (Rheinland)
- Forstamt Euskirchen in Bad Münstereifel (Rheinland)
- Forstamt Gevelsberg in Gevelsberg (Westfalen)
- Forstamt Hilchenbach in Hilchenbach (Westfalen)
- Forstamt Hürtgenwald in Hürtgenwald (Rheinland)
- Forstamt Kleve in Kleve (Rheinland)
- Forstamt Lage in Lage (Westfalen)
- Forstamt Lüdenscheid in Lüdenscheid (Westfalen)
- Forstamt Meschede in Meschede (Westfalen)
- Forstamt Mettmann in Mettmann (Rheinland)
- Forstamt Minden in Minden (Westfalen)
- Forstamt Mönchengladbach in Mönchengladbach (Rheinland)
- Forstamt Münster in Münster (Westfalen)
- Forstamt Olpe in Olpe (Westfalen)
- Forstamt Olsberg in Olsberg (Westfalen)
- Forstamt Paderborn in Paderborn (Westfalen)
- Forstamt Recklinghausen in Recklinghausen (Westfalen)
- Forstamt Rüthen in Rüthen (Westfalen)
- Forstamt Schmallenberg in Schmallenberg (Westfalen)
- Forstamt Schwerte in Schwerte (Westfalen)
- Forstamt Siegen in Siegen (Westfalen)
- Forstamt Steinfurt in Steinfurt (Westfalen)
- Forstamt Waldbröl in Waldbröl (Rheinland)
- Forstamt Warendorf in Warendorf (Westfalen)
- Forstamt Wesel in Wesel (Rheinland)
- Forstamt Wipperfürth in Wipperfürth (Rheinland)